# オーストラリアオタテガモ
オーストラリアオタテガモ （濠太剌利尾立鴨、学名：Oxyura australis）は、カモ目カモ科に分類される鳥類の一種である。

## 分布
オーストラリアの東部と西部の温帯地域とタスマニア島に分布する。

## 形態
雄の頭と頸はやや茶色がかった黒色で、それ以外の体の上面は赤茶色である。雌は全身灰褐色である。嘴と脚は青い。

## 生態
河川や湖沼に生息する。
主に水生植物の葉や根、種子を食べる。昆虫類や小さな甲殻類などを食べることもある。
水辺の茂みの中に営巣する。稀に他種の水鳥の古巣を利用することもある。1腹5-6個の卵を産み、抱卵期間は26-28日である。